# Mrenna József
Mrenna József (Felsőzélle, 1880. január 9. - Budapest, 1956. május 26.) gimnáziumi tanár, igazgató.

## Élete
Szülei Mrenna József kovács és Javrek Jozefina voltak. 1909-ben feleségül vette Nagyszombatban Goldberger Olgát.
Középiskoláit Esztergomban végezte, majd 1908-ban a Budapesti Tudományegyetemen szerzett magyar-latin szakos tanári oklevelet. Előbb a nagyszombati, a nyitrai, 1909-től a petrozsényi gimnázium tanára volt. 1913-tól az érsekújvári középiskola (1938-1945 között Pázmány Péter Gimnázium) tanára, 1937-től pedig igazgatója volt. Az első világháború elején az orosz harctéren harcolt, ahol 1915. márciusában megsebesült. 1915. szeptemberében ismét az orosz harctérre került vissza, ahol 1916. augusztus végéig küzdött. 1917-ben az olasz fronton szolgált. 1939-től tanügyi főtanácsos lett. 1942-ben ő szervezte meg az érsekújvári gimnázium 100 éves fennállásának ünnepségeit. 1945-ben Budapestre költözött.
1929-1938 között a Csehszlovák Országos Magyar Cserkészcsoport főparancsnoka volt. A 116. Czuczor Gergely Cserkészcsapat vezetője és a X. Cserkészkerület elnöke volt. Az Országos Középiskolai Tanáregyesület alelnöke és a Vöröskereszt Városi Választmányának alelnöke volt. Több kitüntetés tulajdonosa volt: Katonai érdemkereszt, Károly csapatkereszt, Sebesülési érem, Bronz érdemérem.

## Művei
Cikkeket írt a helyi lapokba.
- Kiadta az érsekújvári Pázmány Péter Gimnázium 1938-1944 közti évkönyveinek évfolyamait.
- A százéves érsekujvári M. kir. állami Pázmány Péter Gimnázium jubileumi évkönyve az 1941-42. tanévről
- 1930-1938 között a Tábortűz cserkészlap felelős szerkesztője volt.

## Emlékezete
- 69. számú Mrenna József cserkészcsapat, Nagykér